# 2013 BL76
2013 BL76 är en asteroid, som misstänks vara av typen damokloid. Det innebär en asteroid som består av en inaktiv kärna till vad som en gång varit en komet, med omloppsbana liknande de långperiodiska kometernas.
Asteroiden har en mycket stor halv storaxel, vid upptäckten den tredje största efter 2005 VX3 och 2012 DR30. 2013 BL76:s storaxel är ungefär 925 AU efter sin senaste passage.
Med en absolut magnitud (H) av 10,8 och okänt albedo är den uppskattade diametern 15–40 kilometer.
2013 BL76 nådde I perihelium den 27 oktober 2012 8,3 AU från solen. Den hade då magnitud  20. 1927 var dess avstånd från solen 100 AU och dess magnitud 30,8. Detta kan jämföras med dvärgplaneten 90377 Sedna som haft magnituden 21,7 vid motsvarande avstånd, 100 AU, från solen.